# Åkbar miniatyrjärnväg

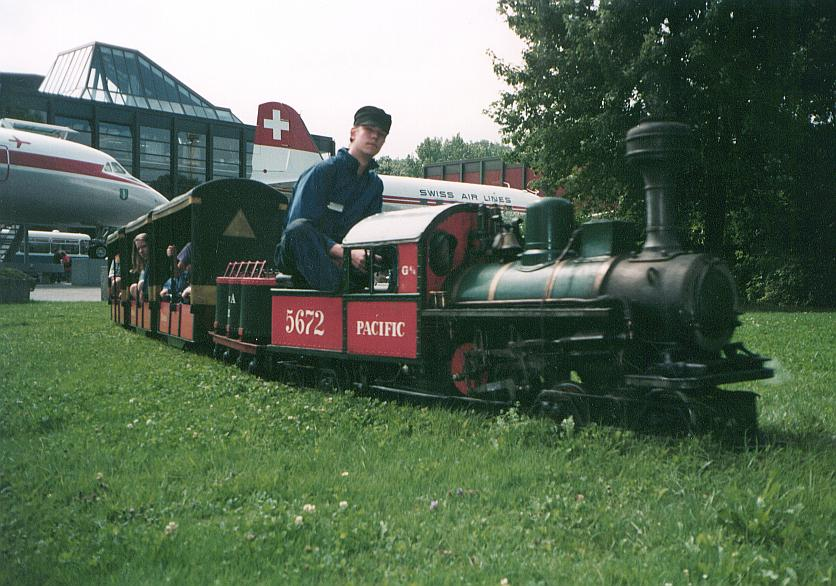
En trädgårdsjärnväg vid transportmuseet Verkehrshaus i Luzern.

En åkbar miniatyrjärnväg är en modelljärnväg vars lok, vagnar och räls är byggda för att kunna frakta passagerare.